# Christopher Meloni
Pour les articles homonymes, voir Meloni.
Christopher Meloni, est un acteur, réalisateur et producteur délégué américain, né le 2 avril 1961 à Washington D.C..
Il est connu pour ses rôles de l'inspecteur Elliot Stabler dans la série télévisée New York, unité spéciale (Law & Order: Special Victims Unit) puis dans son spin-off New York, crime organisé (Law & Order: Organized Crime), et du psychopathe Chris Keller dans la série Oz.

## Biographie

### Jeunesse et famille
Christopher Peter Meloni, né le 2 avril 1961 à Washington, est d'origine italienne (Sardaigne) et canadienne francophone. Son père Charles Robert Meloni (1927-2012) est médecin et sa mère, née Cécile Chagnon, femme au foyer. Christopher est le dernier de trois enfants, après sa sœur Michelle (1955) et son frère Robert (1957). Ses parents divorcent dans les années 1980.
Christopher Meloni étudie à l'école St. Stephen's (aujourd'hui St. Stephen's & St. Agnès) et à l'Université du Colorado à Boulder, où il découvre le métier d'acteur et obtient un diplôme en histoire en 1983. Il s'installe alors à New York où il poursuit ses études avec Sanford Meisner au Neighborhood Playhouse School of the Theatre, une célèbre école de théâtre de la scène Off-Broadway. Avant de percer en tant qu'acteur, il exerce divers petits emplois : travailleur de la construction, videur de boîtes de nuit, employé de bar et entraîneur en musculation.
Il apparaît d'abord dans des publicités ou des courts métrages pour la télévision et décroche finalement des petits rôles dans quelques films.

### Vie privée
Il rencontre Doris Sherman Williams en 1989, ils entament une relation en 1991. Il l'épouse le 1er juillet 1995 sur une plage de Malibu. Le couple a deux enfants, nés par GPA : Sophia Eva Pietra (2001) et Dante Amadeo (2004). La marraine de sa fille est sa collègue dans la série New York, unité spéciale, Mariska Hargitay.

### Carrière
De 1998 à 2003, dans la série Oz, il incarne le psychopathe bisexuel Chris Keller qui le rend célèbre du jour au lendemain.
De 1999 à 2011, il est l'inspecteur Elliot Stabler dans la série New York, unité spéciale, qui le rend mondialement célèbre. Après son départ de cette série, il fait de nombreuses apparitions au cinéma et dans des séries télévisées.
De 2017 à 2019, il joue le rôle de Nick Sax, un ancien enquêteur reconverti en tueur à gages dans la série Happy!.
En 2021, il réapparaît brièvement aux côtés de Mariska Hargitay dans un épisode de New York, unité spéciale qui sert de prélude au lancement d'une nouvelle série de la franchise Law and Order, intitulée New York, crime organisé (Law & Order: Organized Crime), dont il tient ensuite le rôle principal.
Il apparaît désormais dans les deux séries, en tant que rôle principal dans New York, crime organisé et en tant que rôle récurrent dans New York, unité spéciale.

## Filmographie

### Acteur

#### Cinéma
- 1994 : Trou de mémoire : un garde du corps
- 1994 : Junior : M. Lanzarotta
- 1995 : L'Armée des douze singes de Terry Gilliam : le lieutenant Halperin
- 1996 : Bound : Johnnie Marzzone
- 1997 : The Small Hours : FL
- 1998 : Brown's Requiem : le sergent Cavanah (non crédité)
- 1998 : Las Vegas Parano de Terry Gilliam : Sven
- 1998 : The Souler Opposite : Barry Singer
- 1999 : Carlo's Wake : Bennetto Torello
- 1999 : Just Married (ou presque) : l'entraîneur Bob Kelly
- 2001 : Wet Hot American Summer : Gene
- 2002 : That Brief Moment (court métrage) : Ken
- 2004 : Harold et Kumar chassent le burger : Freakshow
- 2005 : Pretty Persuasion : Russel (scènes coupées au montage)
- 2007 : BelzerVizion (court métrage) : lui-même
- 2008 : Harold et Kumar s'évadent de Guantanamo : Révérend Clyde Stanky, le chef du Ku Klux Klan
- 2008 : Nos nuits à Rodanthe : Jack Willis
- 2009 : Brief Interviews with Hideous Men : R / Subject #3
- 2009 : Infectés : Frank
- 2009 : Green Lantern : Le Complot : Hal Jordan/Green Lantern (voix)
- 2010 : F--K (court métrage) : Chris
- 2011 : Dirty Movie : le producteur
- 2013 : 42 : Leo Durocher
- 2013 : Awful Nice : Jon Charbineau
- 2013 : Man of Steel de Zack Snyder : le colonel Hardy
- 2014 : White Bird de Gregg Araki : Brock Connor
- 2014 : They Came Together : Roland
- 2014 : Chris Meloni Freakout Compilation (court métrage) : lui-même
- 2014 : Small Time : Al Klein
- 2014 : Sin City : J'ai tué pour elle de Robert Rodriguez : Mort
- 2015 : The Diary of a Teenage Girl : Pascal MacCorkill
- 2016 : The Revenge : Dennis
- 2016 : Marauders : Agent Jonathan Montgomery
- 2016 : Almost Friends : Howard
- 2017 : Larguées : Roger Simmons
- 2024 : Blue et Compagnie (IF) de John Krasinski : Cosmo (voix)

#### Télévision
Téléfilms
- 1990 : When Will I Be Loved ? : Jessie
- 1991 : In a Child's Name : Jerry Cimarelli
- 1992 : Something to Live for : The Alison Gertz Story : David
- 1993 : Parents coupables : Ray Samuels
- 1995 : A Dangerous Affair : Tommy Moretti
- 1997 : Toutes les neuf secondes : Richard Sutherland
- 1998 : Objectif Terre : L'invasion est commencée : détective Samuel Adams
- 1999 : Shift : Louis
- 2002 : Meurtre à Greenwich : Mark Fuhrman
- 2008 : Gym Teacher : The Movie : Dave Stewie

Séries télévisées
- 1988 : Equalizer : Chef d'équipe (1 épisode)
- 1989-1990 : 1st & Ten (en) : Vito Del Greco / Johnny Gunn (13 épisodes)
- 1990-1991 : The Fanelli Boys (en) : Frankie Fanelli (19 épisodes)
- 1991-1993 : Dinosaures : Spike (voix, 11 épisodes)
- 1993 : The Boys (en) : Doug Kirkfield (6 épisodes)
- 1994 : Golden Gate : Douglas « BW » Carlino (pilote sans suite)
- 1995 : Hope & Gloria (en) : Billy (1 épisode)
- 1995 : Misery Loves Company (en) : Mitch (8 épisodes)
- 1996-1997 : New York Police Blues : Jimmy Liery (5 épisodes)
- 1997 : Leaving L.A. (en) : Reed Sims (6 épisodes)
- 1997 : Brooklyn South : Joe (3 épisodes)
- 1997 : Le Dernier Parrain : Boz Skannet (1 épisode)
- 1998 : Homicide : Dennis Knoll (2 épisodes)
- 1998-2003 : Oz : Christopher Keller (38 épisodes)
- 1999-2011 puis depuis 2021 : New York, unité spéciale : inspecteur Elliot Stabler (278 épisodes)
- 2000 & 2022 : New York, police judiciaire : inspecteur Elliot Stabler (3 épisodes)
- 2003 : Scrubs : Dr Dave Norris (1 épisode)
- 2005 : Wonder Showzen (en) : Cooties Spokesman (1 épisode)
- 2005 : New York, cour de justice : inspecteur Elliot Stabler (1 épisode)
- 2005 : Mad TV : personnages divers (1 épisode)
- 2009 : Michael & Michael Have Issues (en) (1 épisode)
- 2009 : The Tonight Show with Conan O'Brien : Elliot Stabler (1 épisode)
- 2011 : The Daily Show : Tony Bologna (1 épisode)
- 2012 : Jest Originals : Rodney Parker (1 épisode)
- 2012 : True Blood : Roman Zimojic (5 épisodes)
- 2013 : Comedy Bang! Bang! (en) : Dr Phillip Banhauser (1 épisode)
- 2014 : Surviving Jack : Jack Dunlevy (8 épisodes)
- 2014 : Veep : Ray Whelans (2 épisodes)
- 2014 : Beef : Lou (pilote sans suite)
- 2015 : The Jack and Triumph Show (en) : Agent Ryker (1 épisode)
- 2015 : Wet Hot American Summer: First Day of Camp : Gene (6 épisodes)
- 2015 : Drunk History : Othneil Marsh (1 épisode)
- 2016-2017 : Underground : August Pullman (20 épisodes)
- 2017 : Wet Hot American Summer: Ten Years Later : Gene (4 épisodes)
- 2017 : The Kellyanne Conway Story : Donald Trump (1 épisode)
- 2017 : At Home with Amy Sedaris (en) : Russell (1 épisode)
- 2017-2019 : Happy! : Nick Sax (18 épisodes)
- 2018 : Pose : Dick Ford (2 épisodes)
- 2019 : The Handmaid's Tale : La Servante écarlate : Commandant Winslow[4]
- depuis 2019 : Harley Quinn : le commissaire James Gordon (voix)
- 2020 : The Twilight Zone : La Quatrième Dimension : Robert (saison 2, épisode 7)
- depuis 2021 : New York, crime organisé (Law & Order: Organized Crime) : Elliot Stabler

### Réalisateur
- 2011 : Dirty Movie
- 2017 : Underground, saison 2 épisode 8 Auld Acquaintance

### Producteur délégué
- 2017-2018 : Happy! (saisons 1 et 2)

## Jeux vidéo
- 2015 : Call of Duty: Black Ops III : John Taylor (voix et capture de mouvement)

## Distinctions

### Nominations
- 2004 : PRISM Awards : Nominated, "Performance in a TV Drama Series Episode": pour New York, unité spéciale (1999-2011) pour le rôle de l'inspecteur Elliot Stabler.
- 2006 : Emmy Awards : Nominated, "Outstanding Lead Actor in a Drama Series": pour New York, unité spéciale (1999-2011) pour le rôle de l'inspecteur Elliot Stabler.
- 2008 : PRISM Awards : Nominated, "Performance in a TV Drama Series Episode": pour New York, unité spéciale (1999-2011) pour le rôle de l'inspecteur Elliot Stabler.

## Voix françaises
En France, Jérôme Rebbot est la voix française régulière de Christopher Meloni. Bernard Lanneau l'a également doublé à quatre reprises.
Au Québec, Benoît Rousseau est la voix québécoise régulière de l'acteur.
En France
| - Jérôme Rebbot dans : - Oz (série télévisée, saison 2 uniquement) - New York, unité spéciale (série télévisée) - New York, police judiciaire (série télévisée) - Wet Hot American Summer (doublage en 2015) - New York, cour de justice (série télévisée) - Harold et Kumar chassent le burger - Harold et Kumar s'évadent de Guantanamo - Infectés - True Blood (série télévisée) - Man of Steel - Sin City : J'ai tué pour elle - The Revenge - Marauders - The Diary of a Teenage Girl - Wet Hot American Summer: First Day of Camp (série télévisée) - Wet Hot American Summer: Ten Years Later (série télévisée) - Pose (série télévisée) - The Handmaid's Tale : La Servante écarlate (série télévisée) - New York, crime organisé (série télévisée) | - Bernard Lanneau dans : - New York Police Blues (série télévisée) - Toutes les neuf secondes (téléfilm) - Nos nuits à Rodanthe - Happy! (série télévisée) Et aussi - Serge Faliu dans Divorce au féminin (téléfilm) - Gabriel Le Doze dans Parents coupables (téléfilm) - Jérôme Keen dans L'Armée des douze singes - Renaud Marx dans Bound - Patrick Borg dans Objectif Terre : L'invasion est commencée (téléfilm) - Vincent Violette dans Las Vegas Parano (1re scène) - Pierre-François Pistorio dans Las Vegas Parano (2e scène) - Patrick Guillemin (* 1950 - 2011) dans Just Married (ou presque) - Michel Papineschi dans Scrubs (série télévisée) - Laurent Van Wetter dans Underground (série télévisée) - Mathieu Buscatto dans The Twilight Zone : La Quatrième Dimension (série télévisée) |

Au Québec
| - Benoît Rousseau dans : - La Mariée est en fuite - Harold et Kumar chassent le burger - Le Temps d'un ouragan - 42 - Sin City : J'ai tué pour elle - Maraudeurs - Larguées | Et aussi - Jacques Lavallée dans 12 Singes - Patrick Chouinard dans L'homme d'acier |